# The Battle of Marathon (Elizabeth Barrett Browning)

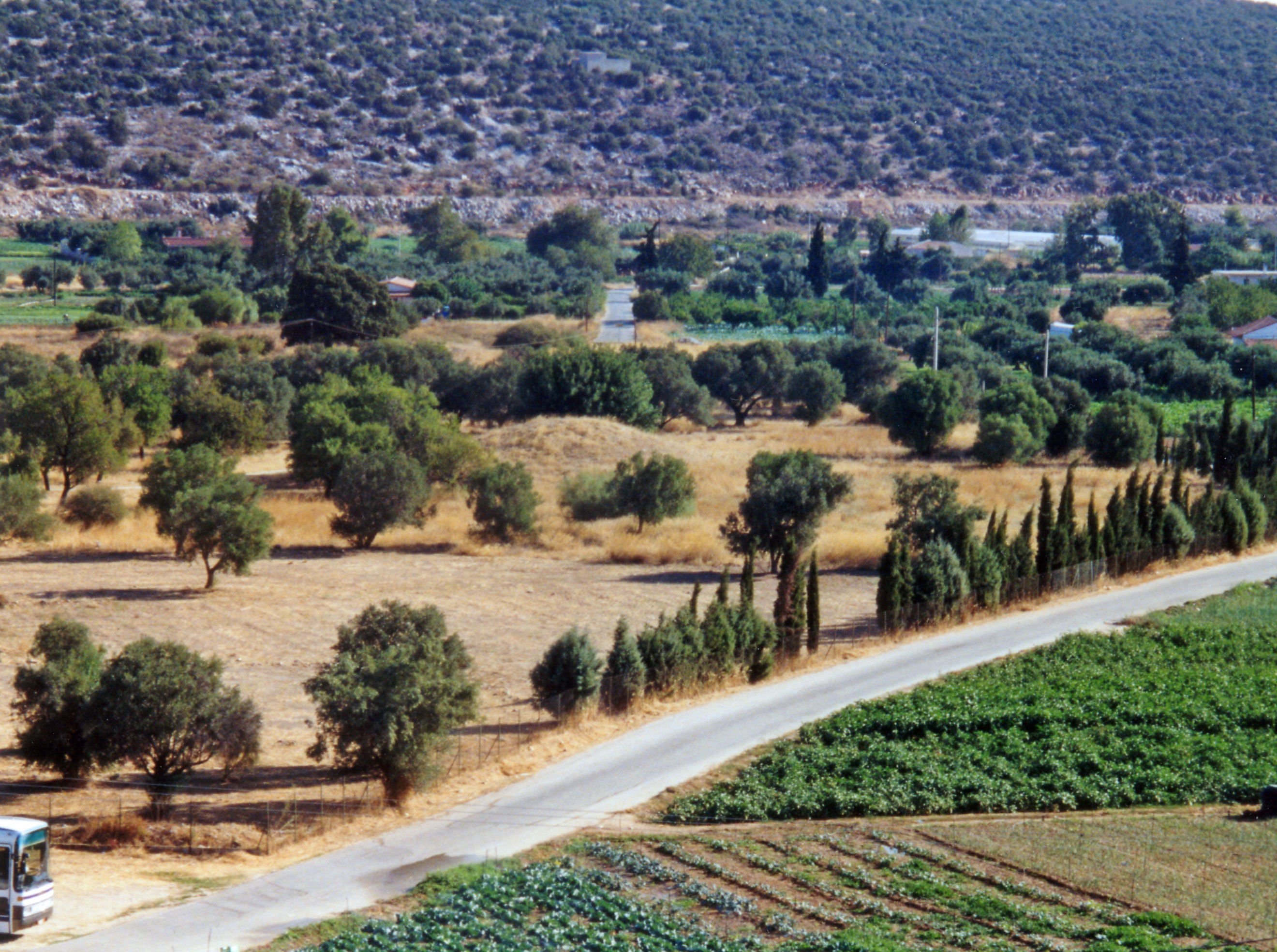
Kurhan upamiętniający poległych w bitwie pod Maratonem

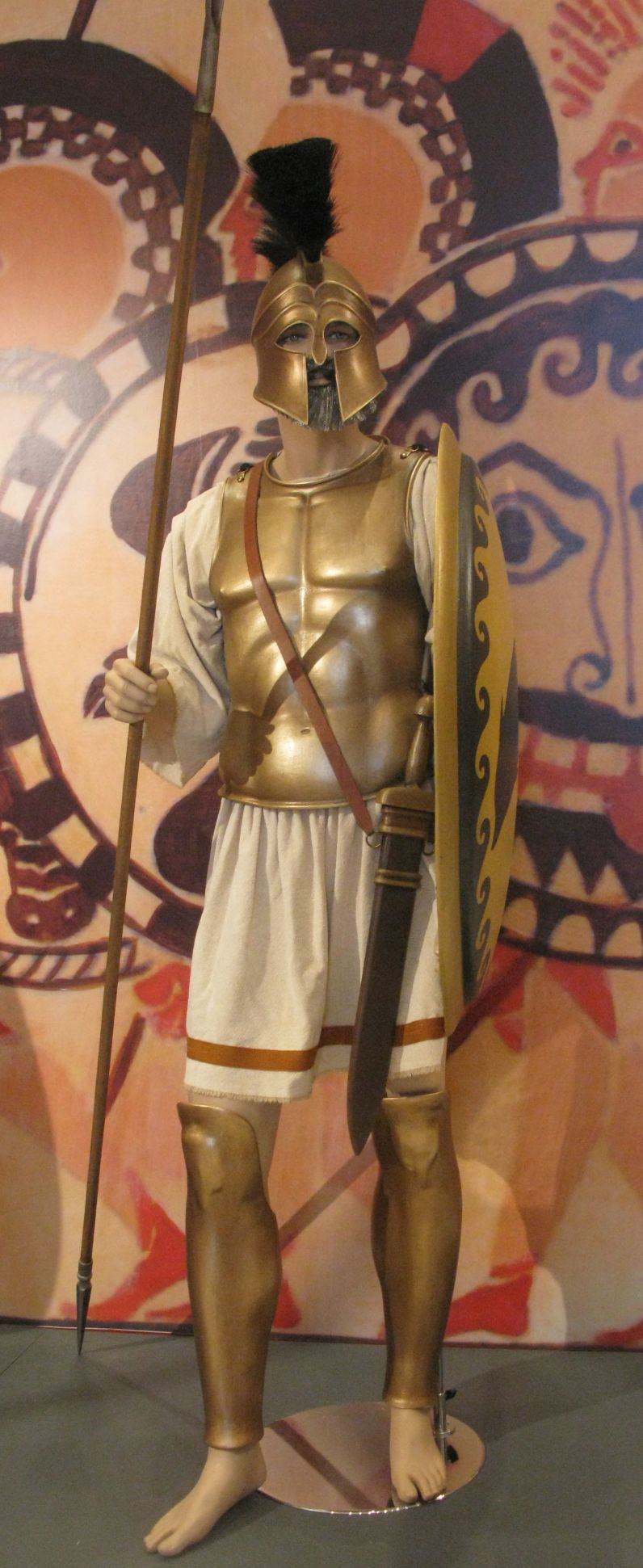
Rekonstrukcja uzbrojenia ateńskiego hoplity

The Battle of Marathon – poemat epicki angielskiej poetki Elizabeth Barrett Browning. Autorka napisała go w wieku jedenastu-dwunastu lat i ukończyła w 1819 roku. Ojciec poetki wydał zbiorek w 1820. To właśnie jemu czternastoletnia Elizabeth zadedykowała utwór:To Him,/to whom "I owe the most"/and whose admonitions have guided my Youthful Muse even from her earliest infancy,/to the Father,/Whose never-failing kindness, whose unwearied affection I never can repay,/I offer these pages,/as a small testimony of the gratitude of His affectionate child/Elizabeth B. Barrett.
Poemat jest napisany parzyście rymowanym pentametrem jambicznym, czyli dystychem bohaterskim.
The war of Greece with Persia's haughty King, 

No vulgar strain, eternal Goddess, sing! 

What dreary ghosts to glutted Pluto fled. 

What nations suffered, and what heroes bled: 

Sing Asia's powerful Prince, who envious saw 

The fame of Athens, and her might in war; 

And scorns her power, at Cytherea's call 

Her ruin plans and meditates her fall; 

How Athens blinded, to the approaching chains 

By Vulcan's artful spouse, unmoved remains;
Utwór opowiada o bitwie pod Maratonem, która rozegrała się w 490 r. p.n.e. Warto dodać, że wiersz o bitwie pod Maratonem, zatytułowany Pheidippides napisał również mąż poetki, Robert Browning.